# 铺地棘豆
铺地棘豆（学名：Oxytropis humifusa）为豆科棘豆属下的一个种。